# Словацко-украинские отношения
Украинско-словацкие отношения — двусторонние дипломатические отношения между Украиной и Словакией. Протяжённость государственной границы между странами составляет 97 км.
Словакия имеет посольство в Киеве, генеральное консульство в Ужгороде и 4 почетных консульства в Великом Березном, Одессе, Харькове и Львове. Украина имеет посольство в Братиславе и генеральное консульство в городе Прешов.
Больша́я часть украинской диаспоры живет в Словакии. Согласно данным Агентства Европейского союза по вопросам убежища, по состоянию на апрель 2022 года, в Словакии проживало 131 001 украинцев с видом на жительство. Словацкая диаспора в Украине представлена приблизительно 9-11 тысячами словаков, проживающими преимущественно на территории Закарпатской области.

## История

### До 1993 года
Во время Первой мировой войны, на территории Украины был расположен Чехословацкий корпус. Позже, в межвоенный период, Закарпатье являлось частью Чехословакии.
С 1958 года правительство Чехословакии было представлено генеральным консульством в УССР. В периоде с 1991 по 1993 год, между Украиной и ЧСФР велись дипломатические отношения. После референдума 1 декабря 1991 года, правительство Чехословакии 8 декабря 1991 года признало Украину независимым государством.

### Период с 1993 по 2000 год
Дипломатические отношения между Словацкой Республикой и Украиной установлены 1 января 1993 года. В течение этого года между Словакий и Украиной было подписано 9 основополагающих документов. В договоре между Словацкой Республикой и Украиной о добрососедстве, дружеских отношениях и сотрудничестве, подписанном 29 июня 1993 года, говорится о необходимости развития отношений между странами «на принципах суверенного равенства, территориальной целостности, нерушимости существующих национальных границ, мирного разрешения споров, ..., невмешательства во внутренние дела, уважения прав и свобод человека, сотрудничества между государствами, добросовестного выполнения международных обязательств и других общепризнанных норм международного права». Подписанный договор также включал в себя урегулирование вопросов, касающихся транспортной, экономической политики и вопросов международной безопасности.